# Río Andalgalá
Río Andalgalá är ett vattendrag i Argentina.   Det ligger i provinsen Catamarca, i den norra delen av landet, 1 100 km nordväst om huvudstaden Buenos Aires.
Omgivningen kring Río Andalgalá är ofruktbar med lite eller ingen växtlighet. Området är mycket glesbefolkat, med 2 invånare per kvadratkilometer.